# 姫路北バイパス
姫路北バイパス（ひめじきたバイパス、英語: HIMEJI-KITA BYPASS）は、兵庫県姫路市にある国道29号のバイパスである。
全区間（姫路市相野 - 姫路市林田町六九谷）の内、先行整備区間である相野ランプ（姫路市相野）から下伊勢ランプ（姫路市林田町下伊勢）までの約1.5kmが2011年3月27日16時に暫定2車線で部分開通した。これにより国道29号線 石倉交差点（同市石倉）の渋滞解消が期待される。また残る区間の建設は「国道29号改良及び姫路北バイパス建設促進協議会（会長：姫路市長）」を中心として要望活動が行われる。

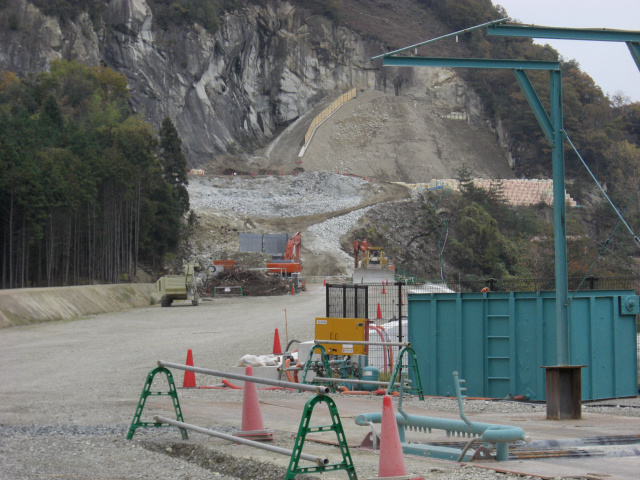
工事中の下伊勢ランプ付近

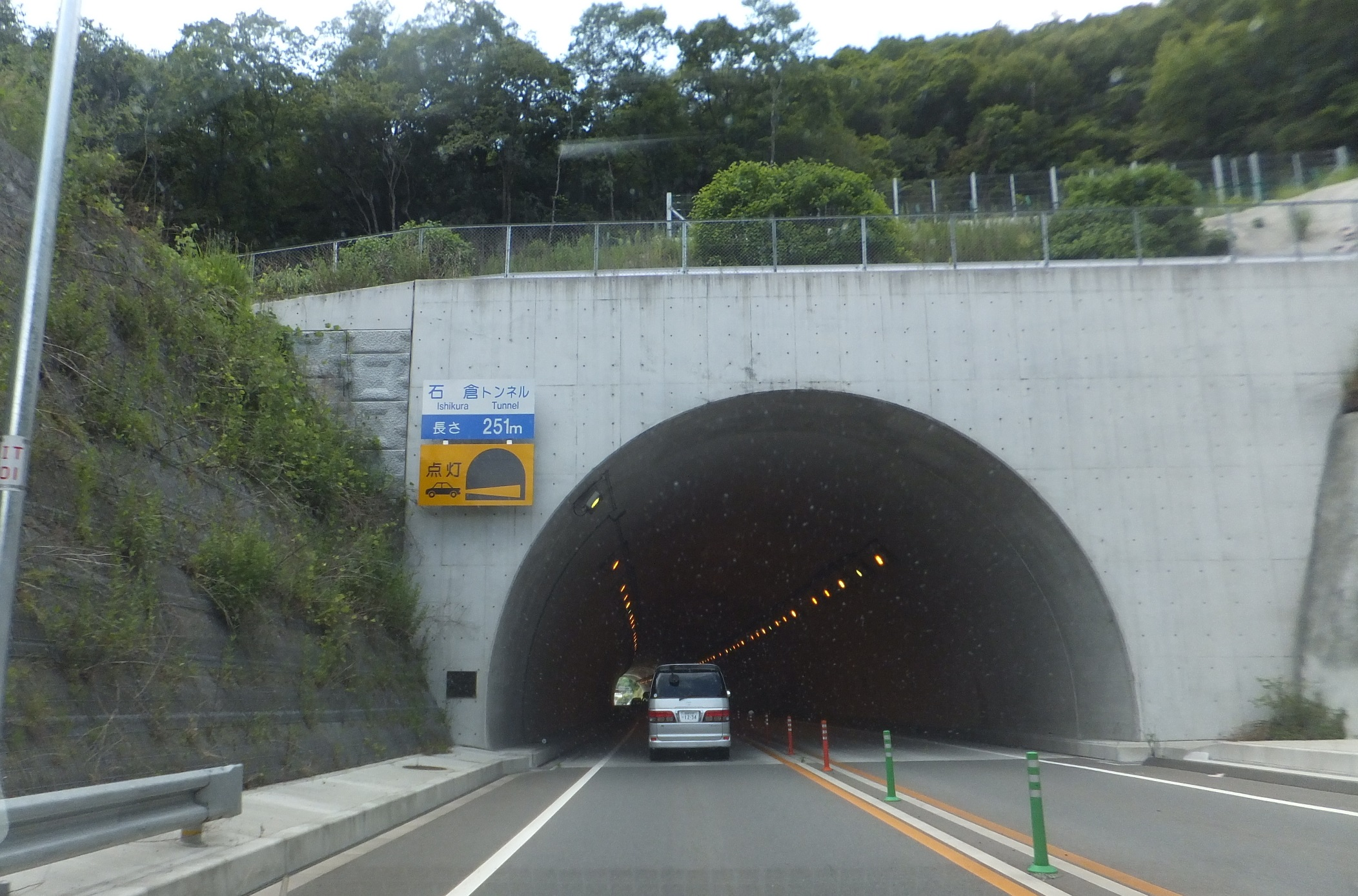
完成した石倉トンネル

## 概要

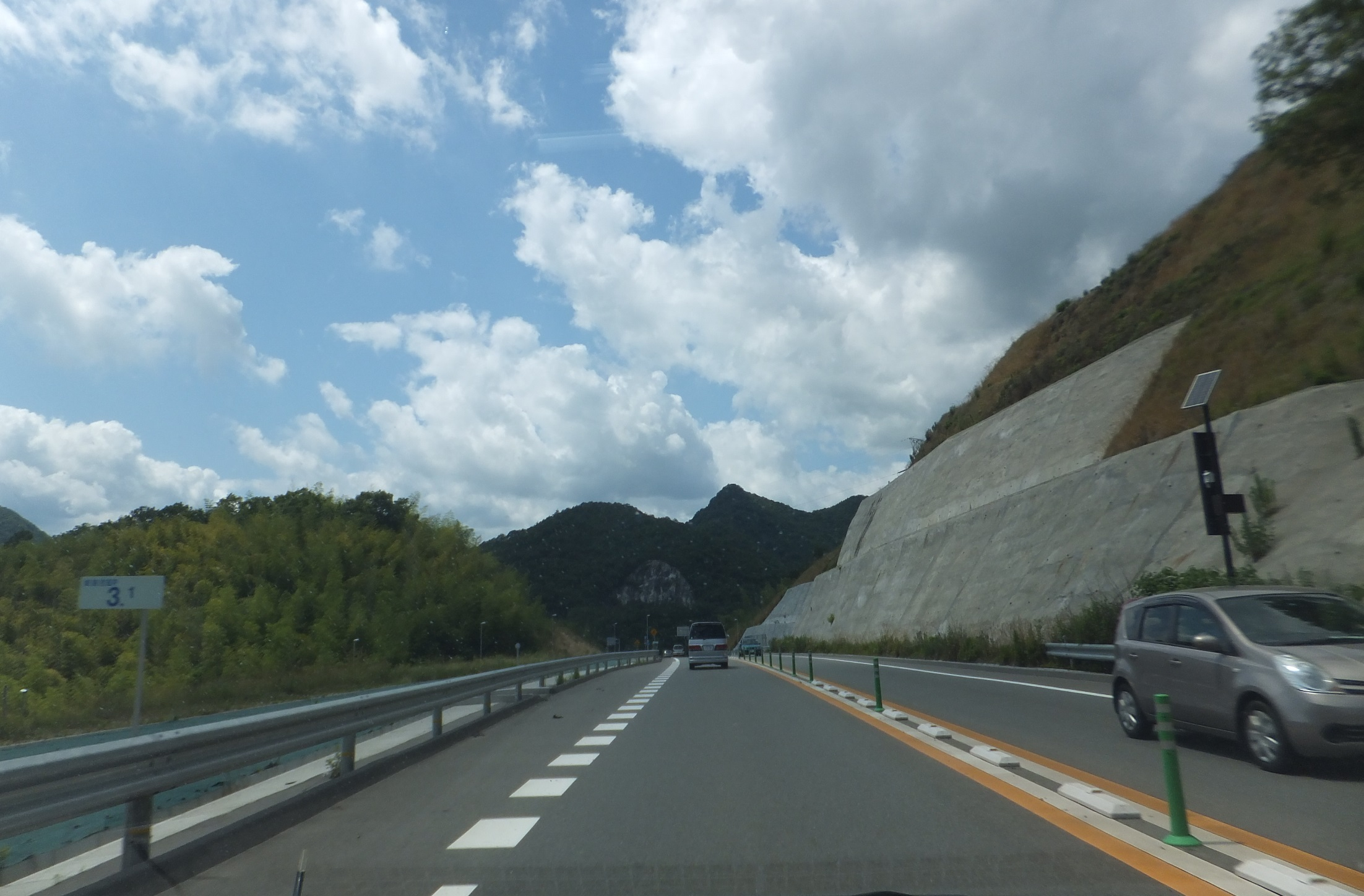
起点付近
姫路市石倉で撮影

- 道路規格：第1種第3級および第3種第1級（一部が、自動車専用道路）
- 道路幅員：25.0m、20.5m
- 車線数：4車線（暫定2車線（姫路方面行き：1車線、鳥取方面行き：1車線））
- 車線幅員：3.5m
- 設計速度：80km/hおよび60km/h
- 計画交通量：13,300 - 33,300台/日
- 事業費：約250億円
- 最高速度：70km/h

### 自動車専用道路
相野ランプ - 石倉ランプは自動車専用道路であり、道路標識は緑色のものが設置されている。前述の通り、最高速度は70km/hに設定されている。
一方、石倉ランプ - 下伊勢ランプは自動車専用道路になっておらず、道路標識は青色のものが設置されている。しかし、最高速度は全区間70km/hに設定されている。これは歩道等が設置されておらず歩行者・自転車・原付 (125cc以下)・軽車両の通行はできないためである。

## 沿革
- 1990年（平成2年）7月13日：都市計画決定。同年度に事業化。
- 1996年（平成8年）：用地買収に着手。
- 2002年（平成14年）：着工。
- 2010年（平成22年）9月27日：石倉トンネル貫通。
- 2011年（平成23年）3月27日：第1区間（相野ランプから下伊勢ランプ間）開通（約1.5km、暫定2車線）
- 2015年（平成27年）4月1日：国道29号の姫路北バイパスに並行する現道区間（兵庫県姫路市相野～林田町下伊勢：延長1.8km）が兵庫県に移管され、従来より重複していた兵庫県道724号姫路新宮線として兵庫県姫路土木事務所の管理となった。

## インターチェンジなど
- 上側が起点側、下側が終点側。左側が上り側、右側が下り側。

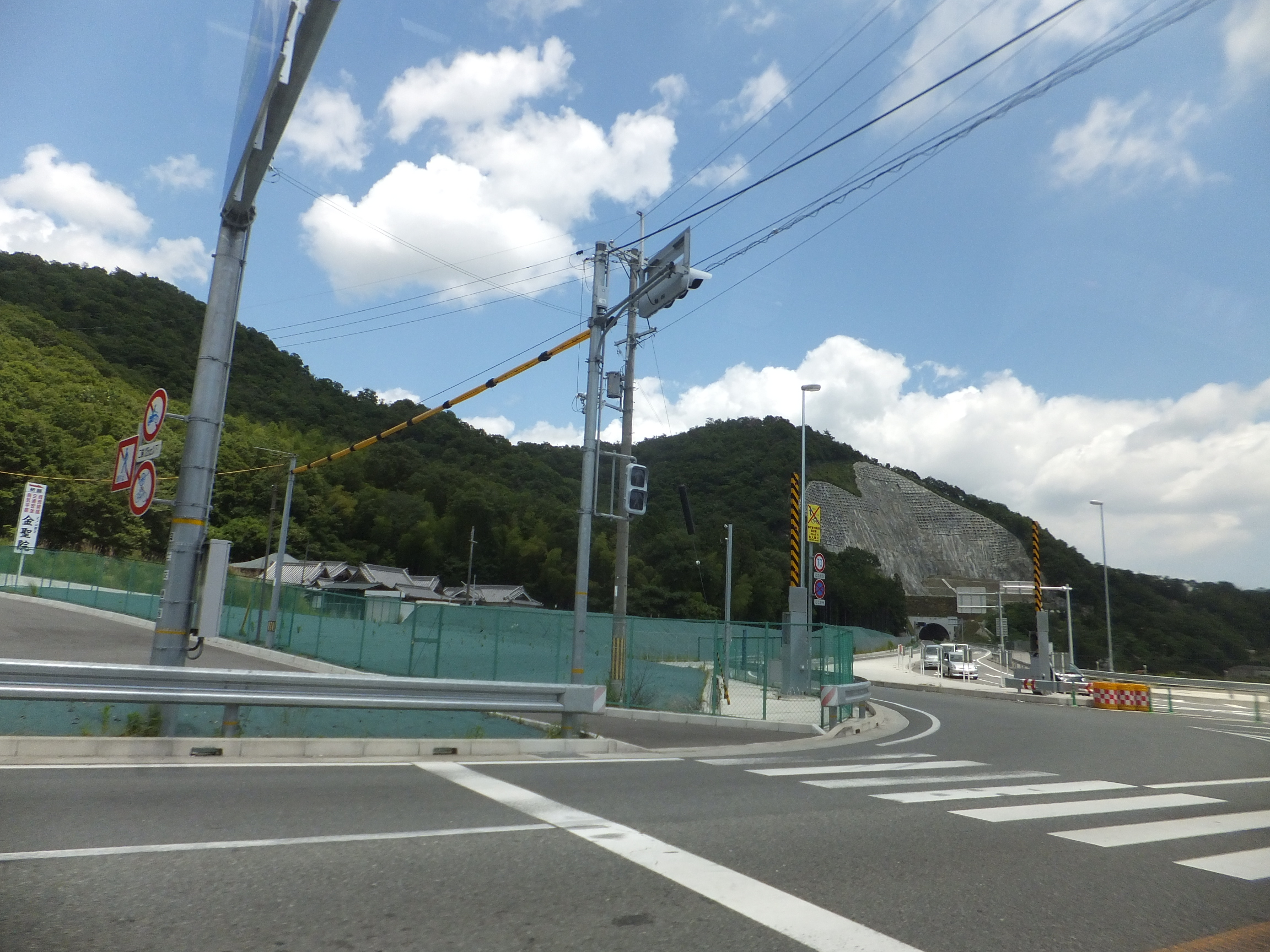
下伊勢ランプ

- 路線名の特記がないものは市町村道。

| 施設名                        | 接続路線名                              | 接続路線名                   | 上太田ランプから (km) | 備考                 | 所在地 |
| ----------------------------- | --------------------------------------- | ---------------------------- | --------------------- | -------------------- | ------ |
| 姫路西バイパス 姫路・岡山方面 |                                         |                              |                       |                      |        |
| 相野ランプ                    | 県道545号石倉玉田線 県道724号姫路新宮線 | -                            | 2.9                   | 姫路・岡山方面出入口 | 姫路市 |
| 石倉ランプ                    | -                                       | 県道724号姫路新宮線          | 3.3                   | 宍粟・鳥取方面出入口 | 姫路市 |
| 下伊勢ランプ                  | -                                       | 国道29号 県道724号姫路新宮線 | 4.4                   |                      | 姫路市 |

- 下伊勢ランプ

## 接続する主な道路
- 国道29号
- 姫路西バイパス
- 山陽姫路西IC - 山陽自動車道
- 兵庫県道435号上伊勢誉田線
- 兵庫県道724号姫路新宮線

## 備考

### 所管警察
全線、兵庫県警察高速道路交通警察隊姫路西分駐隊の管轄である。